# Malmideaceae
Malmideaceae is een familie van korstmossen dat behoort tot de orde Lecanorales van de ascomyceten. Het typegeslacht is Malmidea dat ook verreweg de meesten soorten bevat van alle geslachten in deze familie.

## Geslachten
De familie bevat in totaal acht geslachten:
- Australidea Kantvilas, Wedin & M.Svenss. (2021) – 1 soort
- Cheiromycina B.Sutton (1986) – 4 soorten
- Kalbionora Sodamuk, S.D.Leav. & Lumbsch (2017) – 1 soort
- Malmidea Kalb, Rivas Plata & Lumbsch (2011) – 52 soorten
- Multisporidea Kalb & Aptroot (2021) – 1 soort
- Savoronala Ertz, Eb. Fisch., Killmann, Razafindr. & Sérus (2013) – 1 soort
- Sprucidea M.Cáceres, Aptroot & Lücking (2017) – 5 soorten
- Zhurbenkoa Flakus, Etayo, Pérez-Ortega & Rodr. Flakus (2019) – 3 soorten